# Henri Bouillard
Pour les articles homonymes, voir Bouillard.
Henri Bouillard (1908-1981) est un théologien jésuite français. Professeur de théologie fondamentale à l’Institut catholique de Paris, il a fondé en 1967, avec Jean Daniélou, l’Institut de science et théologie des religions (ISTR).

## Biographie
Il naît à Charlieu, dans le département de la Loire. Il étudie quatre ans au séminaire Saint-Sulpice d’Issy-les-Moulineaux (1926-1930), puis de 1930 à 1932 à l’institut catholique de Paris, passe deux autres années au noviciat jésuite d’Yzeure, à partir du 11 octobre 1932, puis deux années au scolasticat de théologie de Fourvière à Lyon. Il est ordonné prêtre par Mgr d’Herbigny, le 24 août 1936, à Lyon. Puis il enseigne à Beyrouth pendant deux ans.
En 1941, il reçoit son doctorat de l'université pontificale grégorienne sous le R.P. Charles Boyer, S.J., alors qu'il n'a plus pu retourner à Rome depuis octobre 1940. Cette même année, il rejoint la faculté de théologie de Fourvière où il enseigne, comme Henri de Lubac. Sa thèse de doctorat est publiée en 1944 sous le titre de Conversion et grâce chez saint Thomas d'Aquin. Elle met l'accent sur le rôle de l'homme dans la conversion, à tel point que les néo-thomistes s'en émeuvent. Henri Bouillard y soutient que saint Thomas d'Aquin n’a pas le même point de vue, quant à l’articulation entre nature et grâce, du début à la fin de sa vie. Quand Henri de Lubac publie Surnaturel en 1946, la thèse du  père Bouillard met de l'eau au moulin d'un débat plus général sur la nouvelle théologie de la part des théologiens de Fourvière.
En conséquence de l’encyclique de Pie XII Humani generis du 13 juillet 1950, le père Bouillard est démis de son poste de professeur à Fourvière à cause de ses liens avec la nouvelle théologie, à l'instar d’Émile Delaye, Alexandre Durand, Henri de Lubac et Pierre Ganne. Dans les sept années qui suivent, il approfondit son étude de Karl Barth qui est le sujet d'une seconde thèse (doctorat ès lettres) présentée en 1956 à la Sorbonne et défendue en présence même de Karl Barth, devant un jury présidé par Jean Wahl.
Le 3 juillet 1964, il est nommé maître de conférence à la faculté de théologie et de sciences religieuses de l’institut catholique de Paris où il enseigne la théologie fondamentale entrant en dialogue avec des ténors de la phénoménologie en France (Emmanuel Lévinas et Eric Weil). Il fonde en 1967 avec Jean Daniélou l'institut de science et théologie des religions. Il prend sa retraite en 1978.

### Œuvre
- Conversion et grâce chez saint Thomas d'Aquin, Aubier, 1944.
- Karl Barth, trois tomes, Aubier, 1957.
- Blondel et le christianisme, Seuil, 1961.
- Logique de la foi, Aubier, 1964.
- Connaissance de Dieu, Aubier-Montaigne; 1967.
- Comprendre ce que l'on croit , Aubier, 197l.
- Vérité du christianisme, postface d'Henri de Lubac, édité par K.H. Neufeld, Desclée de Brouwer, 1989
- Le Mystère chrétien à l'épreuve de la raison et de la foi, préface de Mgr Rino Fisichella, Téqui, 2001.

### Études
- Joseph Doré, « Théologie et philosophie chez Henri Bouillard », in Nouvelle revue théologique, n°117, 1995.
- Dossier Henri Bouillard (1908-1981), dans Recherches de science religieuse, tome 97, 2009/2, éditeur : Centre Sèvres.
- Michel Castro, « Philosophie morale et foi chrétienne selon Henri Bouillard », in Transversalités n°97, 2006.
- Michel Castro, L'itinéraire théologique d'Henri Bouillard, Cerf, 2012.
- Michel Castro, « De l'apologétique à la théologie fondamentale : l'itinéraire d'Henri Bouillard », in Transversalités n°124, 2012.